# Key West

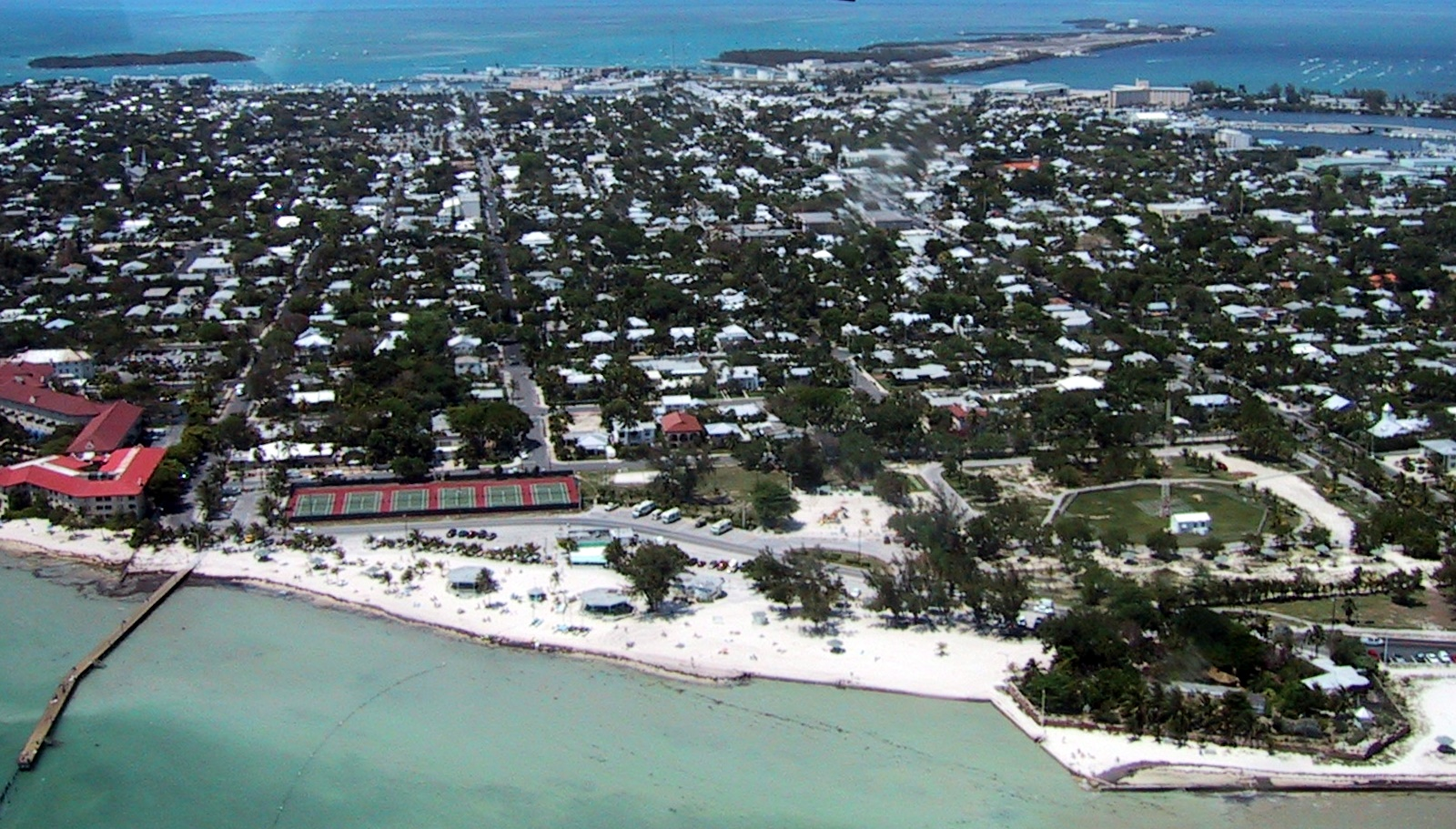
Fotografia aèria de Key West (foto: Tore Sætre)

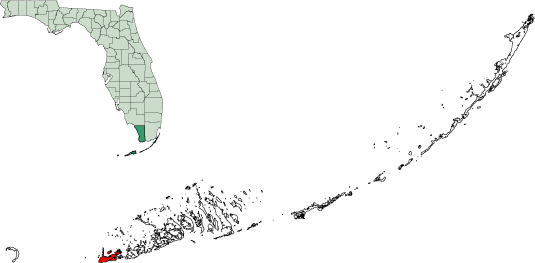
Localització de Key West als Florida Keys

Key West (originalment Cayo Hueso, en castellà [Cai Os]) és una illa dels Estats Units i la seu del comtat de Monroe, a l'estat de Florida, situada a l'extrem sud-occidental dels Florida Keys (Cais de la Florida). Té una superfície de 13.6 km². Està ocupada per la ciutat homònima, que s'estén també pels petits illots adjacents, amb una població total de 25.478 habitants segons el cens de l'any 2000.

## Història
En el passat, aquestes illes tropicals eren el refugi de pirates, pescadors, comerciants, cercadors de tresors i persones rebutjades socialment. Es creu que l'actual nom anglès, que fa referència a la seva situació geogràfica, és una deformació de l'original castellà Cayo Hueso.

## Vialitat
Avui en dia és possible desplaçar-se en cotxe des del continent fins a Key West, la ciutat més meridional dels Estats Units, a través d'una carretera formada per desenes de ponts que travessen tots els cais. En passar pels ponts és possible aturar-se i observar les aigües cristal·lines i els seus bancs de peixos, amb el fons marí a uns 6 metres de profunditat.

## Lleure
L'escriptor nord-americà Ernest Hemingway va ser resident de Key West. Avui en dia aquest lloc acollidor, amb el seu característic sabor tropical, és una pròspera comunitat d'artistes i una destinació turística popular. L'atracció més famosa és la reunió al moll de Mallory Square una hora abans de la posta del sol, on es pot gaudir de les actuacions dels artistes de carrer mentre es contempla el sol tropical ficant-se sota de l'horitzó. Es considera la «meca gai» de Florida.

## Personatges il·lustres
- Fats Navarro (1923 - 1950) músic de jazz

## Enllaços externs

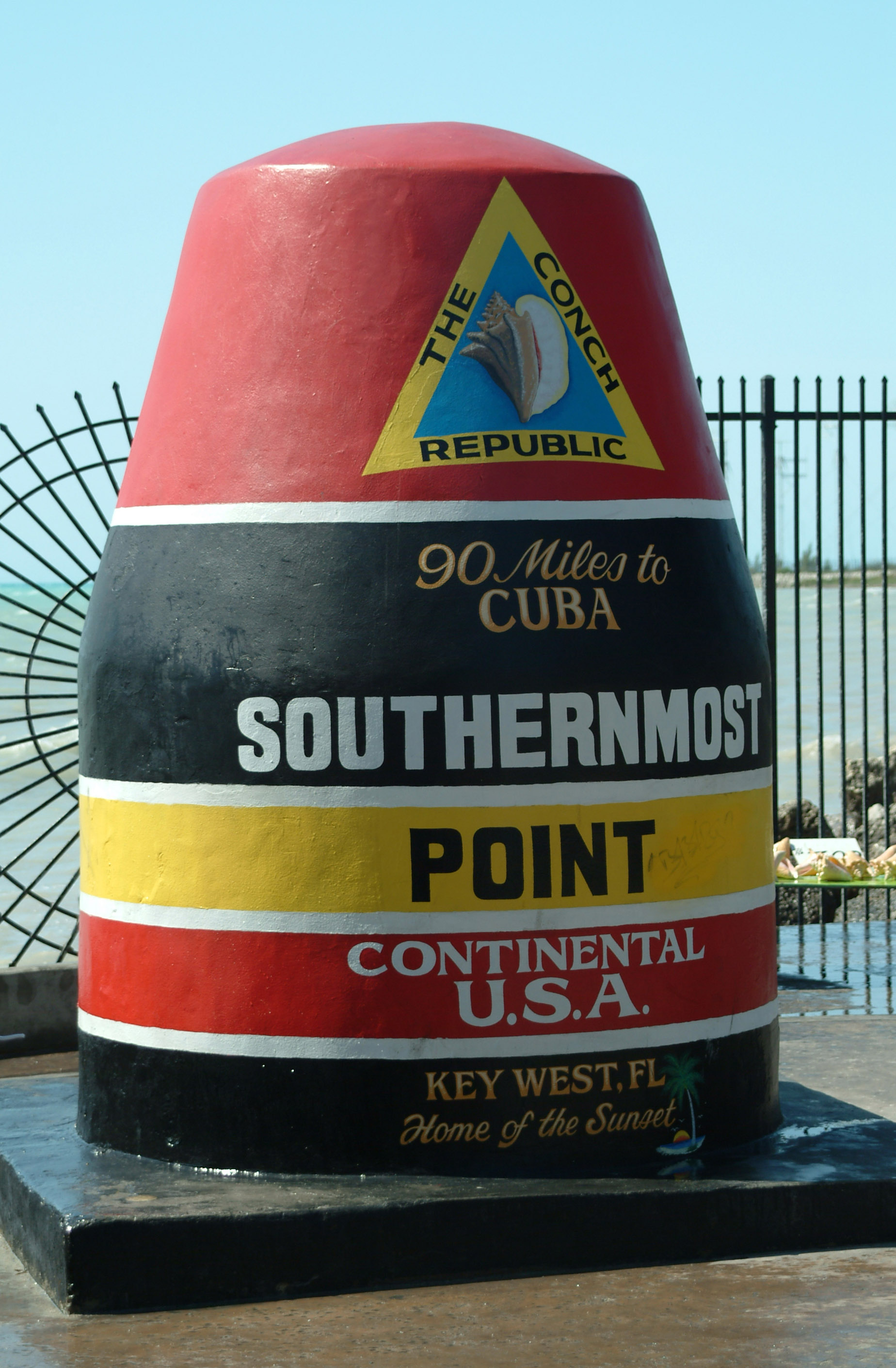
Escultura que recorda que Key West és la ciutat més meridional dels Estats Units continentals

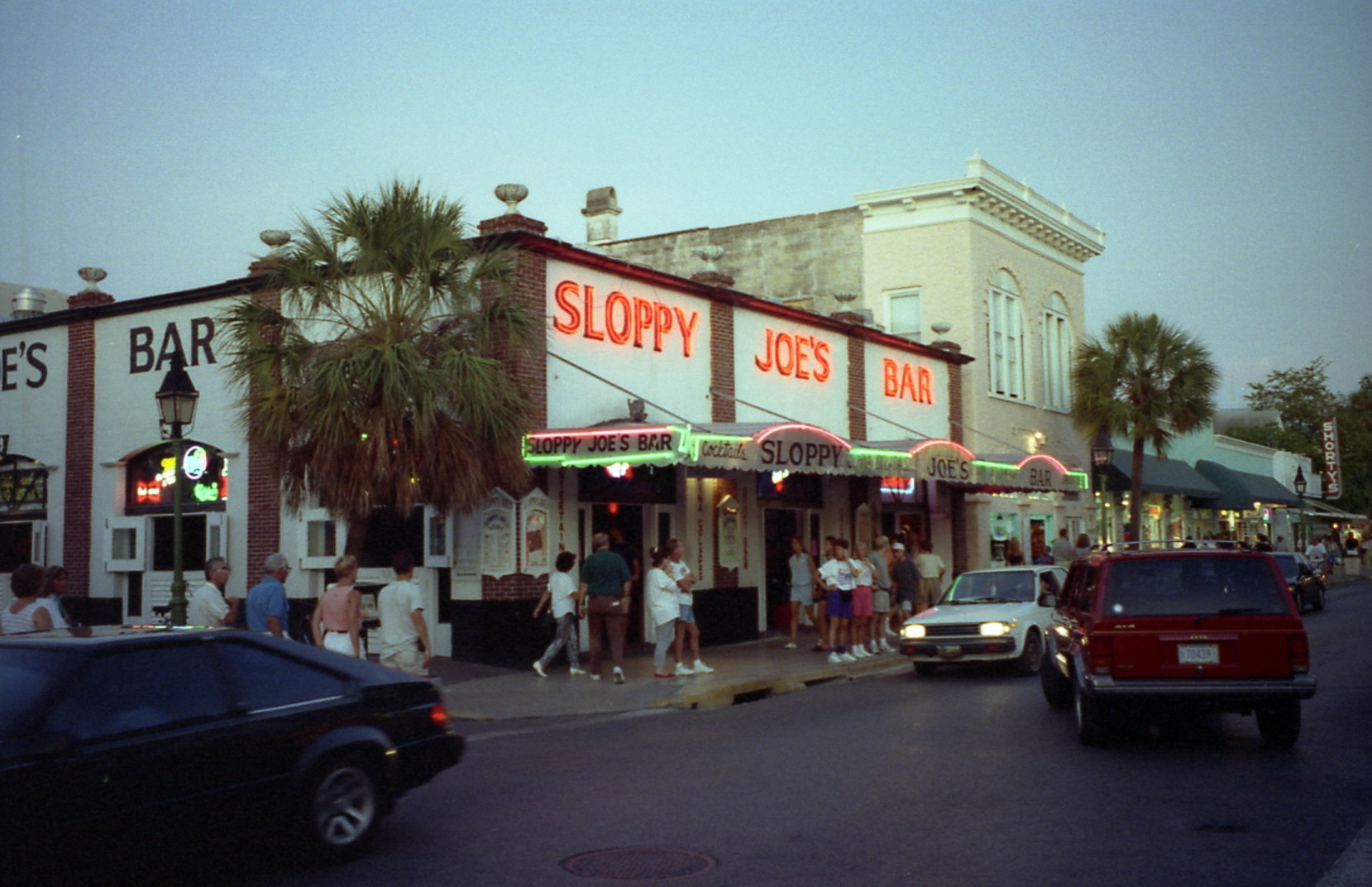
Sloppy Joe's Bar